# TBCニュースウェーブ
『TBCニュースウェーブ』（ティービーシーニュースウェーブ）は、1996年6月3日から2001年3月30日まで東北放送（TBCテレビ）で放送された平日夕方のローカルニュース番組である。

## 概要
1996年6月3日に『ただいまワイド』のローカルニュース枠を独立した形でスタートし、内容は『JNNニュースの森』の全国枠終了後に放送され、県内のニュース・スポーツ・天気予報が放送された。1998年7月14日から2000年3月31日までは17:54より直前番組『ニュースウェーブ予告編』をスタートさせ、前座番組『ニュースの森』をオムニバス化したローカルワイドニュース番組として放送された。
2001年3月30日をもって番組は終了。替わって同年4月2日に『ニュースの森 TBC』がスタートした。

## 放送時間の変遷
| 期間      | 期間      | 放送時間（JST）                   |
| --------- | --------- | --------------------------------- |
| 1996.6.3  | 1998.7.13 | 月 - 金曜日 18:30 - 19:00（30分） |
| 1998.7.14 | 2000.3.31 | 月 - 金曜日 17:54 - 19:00（66分） |
| 2000.4.3  | 2001.3.30 | 月 - 金曜日 18:21 - 19:00（39分） |

## 歴代キャスター

### メインキャスター
- 橋本俊一[1]
- 藤沢智子[2][3]
- 佐藤修

### アシスタントキャスター
- 郡和子
- 中野文恵
- 藤原優子[1][2][3]
- 宮坂珠理[1]
- 石黒新平[2][3]
- 小林徹夫
- 佐々木淳吾
- 宮田敬子（後番組『ニュースの森 TBC』も続投）